# The Hollies
The Hollies is een Britse band die zijn grootste hits had tijdens de jaren zestig en de eerste helft van de jaren zeventig. Vooral in de jaren zestig speelde de groep in een stijl die veel leek op de Merseybeat uit Liverpool. Ze behoorden tot de succesvolste bands uit de periode van de 'Britse invasie'. De band wordt vaak geassocieerd met Manchester, omdat enkele leden van de band uit (de omgeving van) deze stad komen. 
De band zou genoemd zijn naar Buddy Holly. Bassist Eric Haydock en zanger Allan Clarke hebben echter in interviews met BBC-radio aangegeven dat zij hun band hadden genoemd naar de hulst (Engels: holly). De hulst werd gebruikt als kerstversiering in de kleedkamer van de club The Oasis, waar de band in december 1962 hun eerste optreden gaf. The Hollies werd ter plaatse bedacht om te kunnen worden aangekondigd. Het feit dat de groep in de jaren 80 door contractuele verplichtingen een lp uitbracht met louter Buddy Holly-covers versterkt het idee dat er een relatie zou zijn tussen Buddy en The Hollies.
The Hollies zijn te herkennen aan de meerstemmige, harmonieuze zang. De groep was hierin duidelijk geïnspireerd door The Everly Brothers. Veel liedjes uit de begintijd zijn covers van rock-'n-rollhits, maar in de loop der jaren schreven ze vaker hun eigen teksten of werden tekstschrijvers van buitenaf (vooral Graham Gouldman, bekend van 10CC) aangetrokken.

## Geschiedenis
In 1962 werd de groep opgericht door zanger Allan Clarke en gitarist Graham Nash, samen met bassist Eric Haydock, gitarist Vic Farrell, ook bekend als Vic Steele en drummer Don Rathbone. Steele maakte al in maart 1963 plaats voor de jonge Tony Hicks, die samen met Clarke en Nash zou uitgroeien tot een van de kopstukken van de band. Na de opnamen van de eerste singles werd Rathbone vervangen door Bobby Elliott. Elliott wordt beschouwd als een van de beste Britse drummers. In 1966 werd Haydock uit de groep gezet en nam Bernie Calvert zijn plaats in. Calvert zou tijdens optredens ook als pianist fungeren.
Vanaf het midden van de jaren zestig scoorde de band een hele reeks hits, waaronder I'm Alive, Look Through Any Window, I can't let go, Bus stop, Stop stop stop, Carrie-Anne, Dear Eloise en Listen to Me. Clarke, Nash en Hicks profileerden zich steeds meer als de songwriters van de groep. Hun driestemmige zang vormt, samen met de solo's van Clarke, het handelsmerk van The Hollies.
Tijdens een tournee door de Verenigde Staten in 1968 maakte Nash kennis met onder meer David Crosby (van de Byrds) en Stephen Stills (van Buffalo Springfield). De drie bleken het niet alleen op persoonlijk vlak goed te kunnen vinden, maar ook stemmen te hebben die nauw bij elkaar aansloten. Hoewel Nash nog mee terug ging naar Engeland, verliet hij de band korte tijd later om met zijn Amerikaanse vrienden Crosby, Stills & Nash op te richten. Voor Clarke, die Nash sinds zijn prille jeugd kende, was het een hele schok. Voor de band ook. Na de nodige audities werd Nash vervangen door Terry Sylvester (ex-Swinging Blue Jeans). Het vertrek van een van de frontmannen berokkende The Hollies uiteindelijk geen schade. De band scoorde met de nieuwe line-up een grote hit: Sorry Suzanne.
Na een album gevuld met Bob Dylan-covers bracht The Hollies He Ain't Heavy... He's my Brother uit, een van de grootste internationale hits van de groep. De titel is afkomstig uit de film Boys Town. In 1971 verliet Clarke tijdelijk de groep. Hij werd vervangen door de Zweedse zanger Mikael Rickfors afkomstig uit de Zweedse groep Bamboo, met wie de groep het album Romany en onder andere de hit The Baby opnam. Hoewel Rickfors' stem ernstig verschilde van die van zijn voorganger, bleef het typerende geluid van de band min of meer gelijk, waardoor The Hollies ook na het vertrek van Clarke herkenbaar waren voor de fans. Een tweede LP met Rickfors, Out on the road werd wel opgenomen, maar aanvankelijk alleen in Duitsland en later ook in Spanje uitgebracht. Reden was het succes van een nog met Clarke opgenomen song: Long Cool Woman in a Black Dress, een Creedence Clearwater Revivalachtig rocknummer, waarin nu juist het handelsmerk van de groep, de driestemmige samenzang, ontbreekt. Omdat de solocarrière van Clarke niet de grote vlucht had genomen die hij had verwacht en omdat The Hollies de nieuwe hit niet live konden brengen, keerde Allan Clarke terug bij de band en ging Mikael Rickfors terug naar Zweden.
In 1973 verscheen een nieuwe LP: Hollies en kwamen ook de laatste twee grote hits van de groep uit, The day that Curly Billy shot down Crazy Sam McGee (nummer één in de Top 40) en The air that I breathe (nummer één in de Daverende Dertig). Gedurende de rest van de jaren zeventig bleef de band albums maken, waarvan Another Night, A Crazy Steal en 5317704 geen grote hits meer bevatten, maar wel veel succes hadden. Om aan contractuele verplichtingen te voldoen werd in 1980 het album Buddy Holly opgenomen met vaak verrassend goede arrangementen van originele Holly-songs. De belangstelling was niet groot en hoewel de band bleef optreden, werd het geleidelijk stil. Sylvester en Calvert verlieten The Hollies. Alan Coates werd als nieuwe gitarist aangetrokken. Na enige sessiebassisten te hebben versleten, werd uiteindelijk Ray Stiles Calverts permanente opvolger.
Hoewel The Hollies al vanaf de jaren zeventig zowel in de studio als op het podium met een vaste toetsenist optraden, onder wie de Deen Frank Peter Arnesen en Pete Wingfield, werd nu ook Dennis Haines als pianist officieel lid van de band. Haynes werd later vervangen door Ian Parker.
In 1983 keerde Graham Nash voor één album terug. Deze plaat What goes around had weinig succes, hoewel de single Stop in the name of love een bescheiden hit werd en The Hollies, mét Nash, een succesvolle tournee door de Verenigde Staten ondernamen. Opnamen daarvan verschenen later op het live-album Reunion. In de jaren tachtig bleef het verder moeizaam gaan met The Hollies. Optredens waren er voldoende. Net als veel andere oudgedienden in de popmuziek, konden The Hollies in hun eigen land rekenen op een trouwe schare aan fans en jaarlijks een hele serie concerten. In het buitenland werd het minder, al bleef met name Duitsland de groep trouw.
In Nederland werden in september 1987 drie concerten gegeven, in Den Haag, 's-Hertogenbosch en Zwolle. Live hadden The Hollies toen nog niets aan zeggingskracht ingeboet. Vijf jaar later waren ze, tijdens een door radio Veronica georganiseerde Goud-van-Oudmanifestatie terug, waar zij een teleurstellend optreden verzorgden. Er werden nog wel singles opgenomen, maar echte hits werden dat niet meer. Wél keerde de band terug in de belangstelling met Find me a family, de titelsong van een succesvol Brits televisieprogramma, en het nummer kwam in 1989 op de Engelse hitlijsten binnen. In 1993 verscheen The woman I love, ter gelegenheid van de dertigste verjaardag van de band. Het was het enige nieuwe nummer op een dubbelalbum met oude hits en het toonde vooral aan dat de groep zijn houdbaarheidsdatum naderde.
Leadzanger Allan Clarke had, door te veel solopartijen, te veel roken en drinken, zijn stem ernstige schade berokkend en stopte in 2000 met zingen. Tegen de verwachtingen in besloten de overige Hollies door te gaan en Clarkes plaats werd ingenomen door Carl Wayne, voormalig leadzanger van The Move. Hoewel de Engelse concerten bleven doorgaan en de groep ook tijdens Sixties-festivals in het buitenland optrad, werd duidelijk dat met Waynes toetreden het geluid van de groep drastisch was veranderd. Het enige nummer dat in deze bezetting werd opgenomen, How do I survive (2003) leek in niets meer op een traditionele Hollies-song. In 2004 overleed Wayne aan kanker.
Nadat in 2005 vanwege het succes met een BBC-tv-productie ook gitarist/high harmonyvocalist Alan Coates de groep verliet, traden twee nieuwelingen tot de groep toe: Steve Lauri (gitaar/zang) en Peter Howarth (solozang/gitaar). Laatstgenoemde was voor die tijd een bekend musicalzanger en fungeerde als achtergrondzanger bij onder meer Cliff Richard.
Onder invloed van beide nieuwkomers werd in de loop van 2005 een volledig nieuwe cd opgenomen met de titel Staying Power. Dit was het 25e album in de carrière van de groep. Het album werd vooral tijdens concerten verkocht. De samenzang was gebleven, maar Howarth kon als vocalist niet in de schaduw staan van zijn voorgangers. Het groepsgeluid op de cd was vlak en de nummers, waarvan geen enkele door een van de leden geschreven, bleken naadloos inwisselbaar voor middle of the road-pop van het moment. De cd werd door de recensenten genadeloos neergesabeld. De slechte reacties hebben de populariteit van de liveconcerten niet beïnvloed. De groep treedt gemiddeld nog steeds drie avonden per week op, tot ver over de grenzen van Groot-Brittannië. In januari 2008 en september 2008 trad de band op tijdens twee Nederlandse festivals, respectievelijk in Emmen en Horst (L). In 2009 verscheen opnieuw een nieuwe cd met de titel Then, Now, Always. De titel verwijst, net als die van de vorige cd, naar de lange historie die de band inmiddels heeft. De titelsong, met leadzang door Tony Hicks, is na heel veel jaren weer een echt Holliesnummer.
Naar aanleiding van het vijftigjarig bestaan van The Hollies begon de groep in 2012 met een grote tournee, niet alleen door het Verenigd Koninkrijk, maar ook naar Australië en Nieuw-Zeeland.
Tien jaar later was er een nieuw jubileum met vooral concerten in eigen land, maar ook in een aantal Duitse steden.

## Bezetting
De "klassieke" line-up (1963-1966)

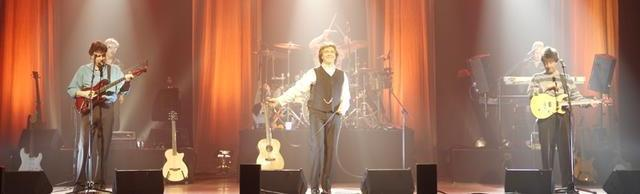
The Hollies tijdens een optreden in 2006

- Allan Clarke: solozang, gitaar (1962-1971, 1973-2000)
- Graham Nash: gitaar, zang (1962-1968, 1983)
- Tony Hicks: gitaar, zang (1963-heden)
- Eric Haydock: bas (1963-1966)
- Bobby Elliott: drums (1963-heden)

Overige leden
- Vic Steele: gitaar, zang (1962)
- Don Rathbone: drums (1962-1963)
- Bernie Calvert: basgitaar, piano (1966-1981)
- Terry Sylvester: gitaar, zang (1969-1980)
- Mikael Rickfors: leadzang, gitaar (1972-1973)
- John Miles: gitaar, solozang (als invaller voor een zieke Allan Clarke, 1980)
- Gary Brooker: solozang (als invaller voor een zieke Allan Clarke, 1981)
- Alan Coates: zang, gitaar (1982-2004)
- Dennis Haines: toetsen (1983-1991)
- Steve Stroud: basgitaar (1984-1985)
- Ray Stiles: basgitaar, zang (1986-heden)
- Ian Parker: toetsen (1991-heden)
- Long John Baldry: solozang 1999, als invaller voor Allan Clarke, in verband met ziekte van diens echtgenote)
- Carl Wayne: leadzang (2000-2004)
- Steve Lauri: zang, gitaar (2004-heden)
- Peter Howarth: solozang (2004-heden)

## Albums
- 1964: Stay with The Hollies
- 1964: In the Hollies Style
- 1965: Hollies
- 1966: Would you believe?
- 1966: For certain because
- 1967: Evolution
- 1967: Butterfly
- 1969: Hollies sing Dylan
- 1969: Hollies Sing Hollies
- 1970: Confessions of the Mind
- 1971: Distant Light
- 1972: Romany
- 1973: Out On the Road
- 1974: Hollies
- 1975: Another Night
- 1976: Write On
- 1976: Russian Roulette
- 1978: A Crazy Steal
- 1979: 5317704|Five Three One-Double Seven o Four
- 1980: Buddy Holly
- 1983: What Goes Around...
- 2006: Staying Power
- 2009: Then, Now, Always

## NPO Radio 2 Top 2000
| Nummers met noteringen in de NPO Radio 2 Top 2000  | '99  | '00  | '01  | '02  | '03  | '04  | '05  | '06  | '07  | '08  | '09  | '10  | '11  | '12  | '13  | '14  | '15  | '16  | '17  | '18  | '19  | '20  | '21  | '22  | '23  | '24  |
| -------------------------------------------------- | ---- | ---- | ---- | ---- | ---- | ---- | ---- | ---- | ---- | ---- | ---- | ---- | ---- | ---- | ---- | ---- | ---- | ---- | ---- | ---- | ---- | ---- | ---- | ---- | ---- | ---- |
| Bus Stop                                           | 1555 | 1131 | 1293 | 1324 | 1480 | 1552 | 1357 | 1165 | 1543 | 1365 | 1315 | 1484 | 1767 | 1987 | 1699 | 1988 | -    | -    | -    | -    | -    | -    | -    | -    | -    | -    |
| Carrie Anne                                        | -    | 1924 | -    | 1984 | 1925 | 1999 | -    | -    | -    | -    | -    | -    | -    | -    | -    | -    | -    | -    | -    | -    | -    | -    | -    | -    | -    | -    |
| He Ain't Heavy, He's My Brother                    | 762  | 857  | 355  | 492  | 571  | 565  | 481  | 581  | 624  | 557  | 517  | 576  | 754  | 842  | 670  | 701  | 886  | 987  | 1201 | 1436 | 1232 | 1400 | 1384 | 1437 | 1518 | 1487 |
| King Midas in reverse                              | -    | 1674 | -    | -    | -    | -    | -    | -    | -    | -    | -    | -    | -    | -    | -    | -    | -    | -    | -    | -    | -    | -    | -    | -    | -    | -    |
| Long Cool Woman in a Black Dress                   | -    | -    | -    | -    | -    | -    | -    | -    | -    | -    | -    | -    | -    | -    | -    | -    | -    | -    | -    | -    | -    | -    | 1983 | 1787 | 1832 | 1745 |
| Look Through Any Window                            | -    | 1565 | -    | -    | 1795 | -    | -    | -    | -    | -    | -    | -    | -    | -    | -    | -    | -    | -    | -    | -    | -    | -    | -    | -    | -    | -    |
| Man Without a Heart                                | -    | 1112 | -    | -    | -    | -    | -    | -    | -    | -    | -    | -    | -    | -    | -    | -    | -    | -    | -    | -    | -    | -    | -    | -    | -    | -    |
| Sorry Suzanne                                      | 1814 | 1798 | -    | 1938 | -    | -    | -    | -    | -    | -    | -    | -    | -    | -    | -    | -    | -    | -    | -    | -    | -    | -    | -    | -    | -    | -    |
| The Air That I Breathe                             | 411  | 336  | 404  | 466  | 505  | 571  | 504  | 490  | 620  | 521  | 660  | 669  | 814  | 1060 | 869  | 906  | 1129 | 1075 | 985  | 1210 | 1282 | 1360 | 1463 | 1617 | 1584 | 1670 |
| The Baby                                           | -    | -    | 1538 | 1902 | 1720 | 1816 | -    | -    | -    | -    | -    | -    | -    | -    | -    | -    | -    | -    | -    | -    | -    | -    | -    | -    | -    | -    |
| The day that Curly Billy shot down Crazy Sam McGee | 1551 | 936  | 869  | 989  | 1110 | 1298 | 1246 | 1222 | -    | 1589 | 1193 | 1470 | 1880 | -    | -    | 1972 | -    | -    | -    | -    | -    | -    | -    | -    | -    | -    |

1. ↑  Een '-' betekent dat het nummer niet was genoteerd en een vetgedrukt getal geeft de hoogste notering van een nummer aan.